# Hornberg
Hornberg è una città tedesca di 4 271 abitanti, situata nel land del Baden-Württemberg.